# Triton (måne)
Triton (['tri:ton], grekiska Τρίτων), eller Neptunus I) är den största av Neptunus månar och den enda kända större månen som har en retrograd omloppsbana. Med 2 707 km i diameter är det den sjunde största månen i solsystemet. På grund av egenskaper som liknar dvärgplaneten Pluto så tror man att Triton är ett objekt infångat från Kuiperbältet; den har den kallaste kända ytan i solsystemet.
Triton har en komplex geologisk historia och den tros ha en relativt ung yta. Den upptäcktes av den brittiske astronomen William Lassell den 10 oktober 1846, endast 17 dagar efter att själva planeten Neptunus upptäcktes av den tyske astronomen Johann Gottfried Galle (efter beräkningar av fransmannen Urbain Le Verrier och engelsmannen John Couch Adams, vilka båda studerade oregelbundenheterna i Uranus rörelse och lyckades bestämma banan för en dittills okänd planet).

## Namn

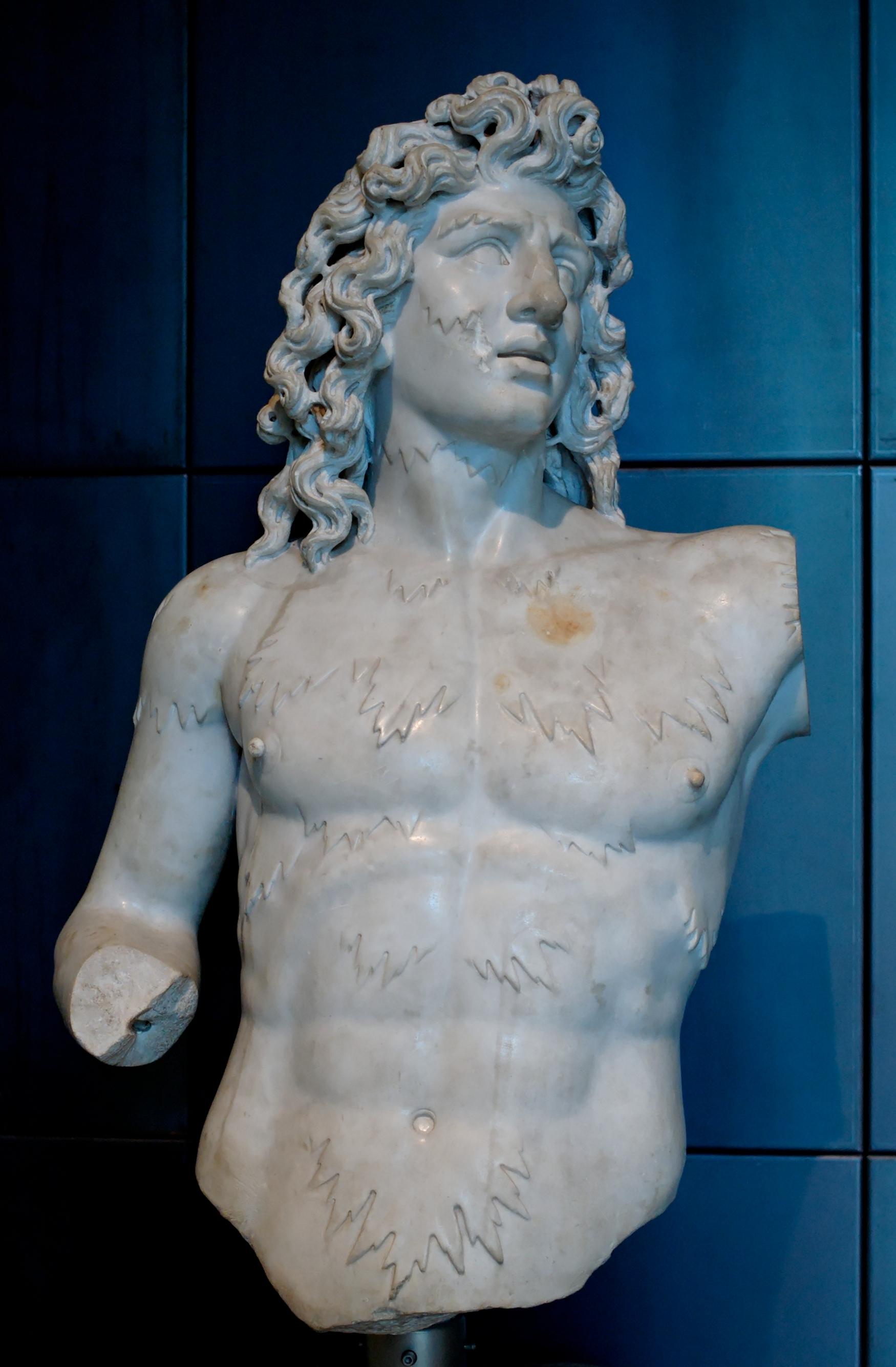
Triton är namngiven efter den grekiska havsguden Triton.

Triton är namngiven efter den grekiska havsguden Triton, son till Poseidon. Namnet föreslogs först av Camille Flammarion år 1880. Det är kanske konstigt att Lassell, upptäckaren, inte namngav sin egen upptäckt, eftersom han några år senare namngav sina följande upptäckter; Saturnus åttonde måne (Hyperion), och Uranus tredje och fjärde månar (Ariel och Umbriel).

## Omloppsbana
Triton är unik bland alla stora månar i solsystemet på grund av dess retrograda omloppsbana runt Neptunus. De flesta av Jupiters och Saturnus yttre satelliter har också retrograda omloppsbanor, precis som några av Uranus yttre månar. Alla dessa månar är dock ganska små; den största av dem, Phoebe, har endast 8 % av Tritons diameter (0,03 % av massan). Månar i retrograda omloppsbanor kan inte ha bildats i solnebulosan tillsammans med planeterna de kretsar runt, utan de flesta måste antingen ha fångats upp från någon annanstans eller fått retrograda banor efter kollisioner. Det sistnämnda scenariot är det minst troliga för Triton och man tror därför att Triton är ett infångat objekt från Kuiperbältet.

### Infångning
Teorin om att Triton fångades in, kan förklara flera olika saker i det neptuniska systemet, bland annat månen Nereids extremt excentriska omloppsbana och bristen på månar som liknar dem som kretsar runt de andra jätteplaneterna (Tritons omloppsbana kan i ett tidigt stadium ha korsat många andra lätta månars banor, och genom gravitationell samverkan stört dessa). Som ett resultat av den excentriska banan efter infångningen kan tidvattenkrafter ha värmt upp Triton och gjort den flytande under en miljard år. Bevis för skillnader i Tritons inre stöder detta. Dess likheter i storlek och sammansättning med Pluto, såväl som Plutos excentriska Neptunus-korsande bana, ger ytterligare ledtrådar om Tritons möjliga ursprung som en Pluto-liknande himlakropp.

### Dubbelteorin
En hypotes säger att Triton, innan den fångades in, kan ha haft en massiv följeslagare och alltså ha varit en del av ett dubbelsystem liknande Pluto och Charon.  När dubbelsystemet nådde Neptunus, samverkade systemen så att rörelseenergi överfördes från Triton till kompanjonen.  Kompanjonen försvann från området, medan Triton bands till Neptunus.  Denna hypotes stöds av flera indicier, bland annat att dubbelsystem är mycket vanliga bland större kroppar i Kuiperbältet. 
På grund av dess retrograda rörelse, så blir Tritons redan lilla omloppsbana sakta ännu mindre på grund av interaktioner med Neptunus och man tror att inom 3,6 miljarder år kommer Triton att passera innanför Neptunus Roche-gräns. Detta kommer antingen att resultera i en kollision med Neptunus atmosfär eller att det bildas ett ringsystem likt det som finns runt Saturnus.
En annan unik sak med Tritons omloppsbana, om man bortser från tidvatteneffekter på en sådan stor måne så nära sin planet i en retrograd bana, är att den nästan är en perfekt cirkel med excentricitet på noll enligt nutida mätningar.

## Fysiska egenskaper
Triton har en densitet på 2,05 g/cm³, och består troligtvis till 25 % av is, och det resterande består av mer steniga material. Triton har en tunn kväveatmosfär med en liten del metan. Tritons atmosfär har ett lufttryck på endast 0,01 millibar. Yttemperaturen är minst på -237 °C (35,6 K) eftersom Tritons kväveis är i det varmare hexagonala beta-kristallianska stadiet. Den högsta temperaturen som kan nås ligger på låga 40 K på grund av kvävgas i atmosfären. Denna temperaturvariation är kallare än Plutos medeltemperatur på -229 °C (44 K). Förvånansvärt nog är Triton geologiskt aktiv, dess yta ny och det finns få kratrar, och Voyager 2 observerade ett antal isvulkaner eller gejsrar som kastar ut flytande kväve, damm, eller beståndsdelar av metan till plymer som kan bli 8 km höga. Denna vulkaniska aktivitet tros vara resultat från årstidsupphettning från solen, ej likt tidvattenkrafterna som står för vulkanerna på Io. Det finns stora bergskedjor och dalar i komplexa mönster över hela Tritons yta, troligtvis resultat från frysning/tiningscykler.

### Yta

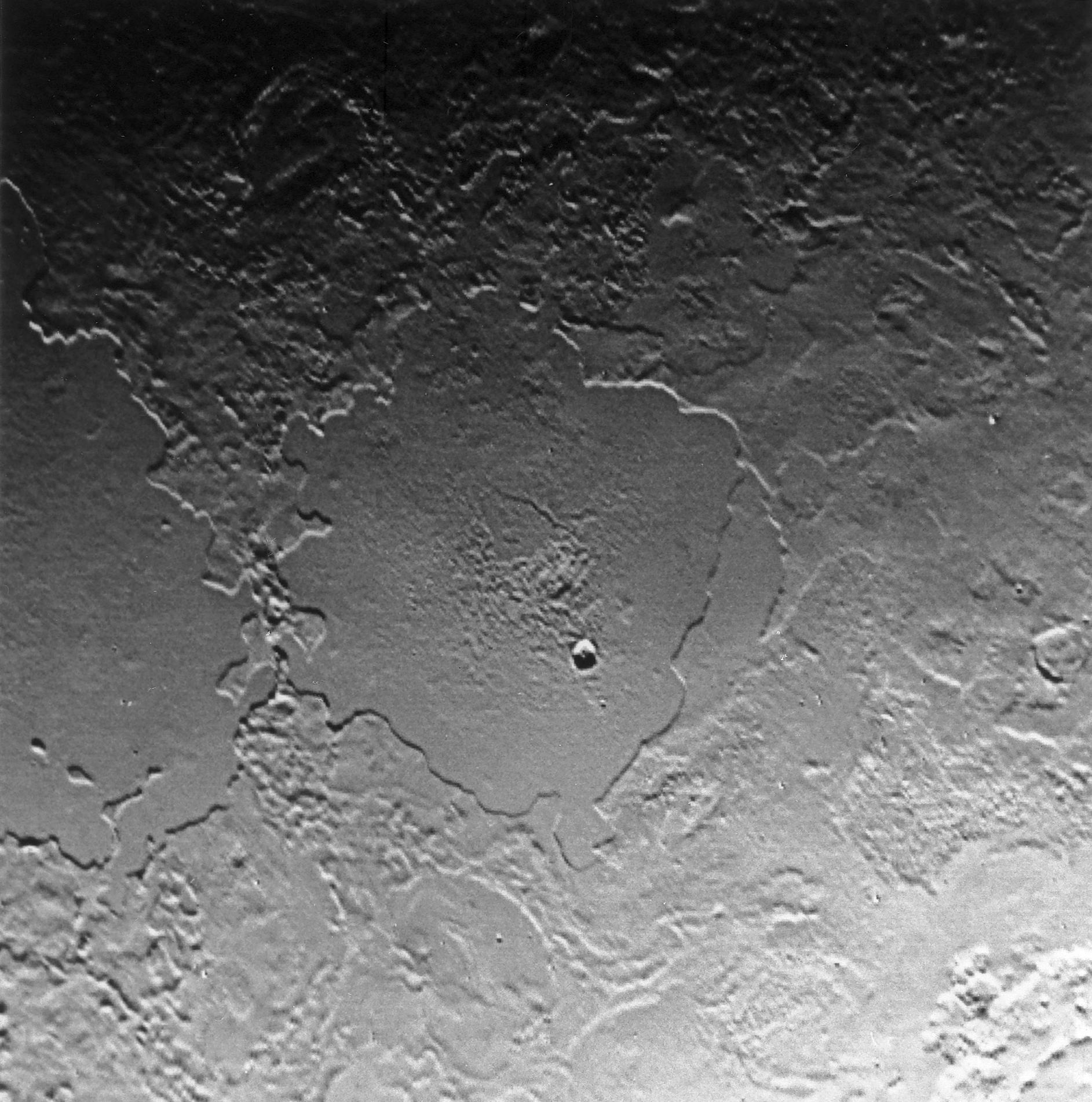
De få kratrar som finns på Triton vittnar om kraftig geologisk aktivitet.

Tritons totala area är omkring 23 miljoner km², motsvarande 4,5 % av jordens yta eller 15,5 % av jordens landarea. Tritons dimensioner tyder på att det finns områden med olika densitet, varierande mellan 2,07 och 2,3 g/cm³. Det finns områden med stenig karaktär, och områden med kanjoner. Isen, för det mesta frusen metan, täcker delar av ytan.
Området vid Tritons sydpol täcks av ett mycket reflektivt täcke av fruset kväve och metan som ströts ut av nedslagskratrar eller gejseröppningar. Man vet lite om Tritons nordpol eftersom den var på månens nattsida när Voyager 2 besökte Triton. Fast man tror att den har en polarkalott. 
I områdena runt ekvatorn finns långa förkastningar med parallella bergskedjor av is som kastats ut från månens inre över komplex terräng med kanjoner. Yasu Sulci, Ho Sulci, och Lo Sulci är några av dessa system kända som en sulki, en term som betyder 'ås'. Öster om dessa åsar finns slätterna Ryugu Planitia och Sipapu Planitia och platån Cipango Planum.
Slättområdena Sipagu Planitia och Abatos Planum på den södra hemisfären är omringade av svarta prickar, maculae. Två grupper av maculae Akupara Maculae och Zin Maculae utgör den östra delen av Abatos Planum. Dessa märken ser ut att vara kvarlämningar av is som avdunstat, men varken isens sammansättning eller ursprung är känd.
Bredvid Sipapu och Abatos Planum, finns det en ny krater som är 27 km i diameter med namnet Mazomba. Åt nordväst finns det två mindre kratrar (Kurma och Ilomba) och följer Mazomba i en nästan rak linje. Majoriteten av hålen och ödemarkerna har orsakats av is som glider och spricker, till skillnad från andra månar, där kratrar dominerar ytan. Fast Voyager 2 fotograferade en krater med en diameter på 500 km som kraftigt ändrats på grund av upprepade översvämningar, isglidning och kollapser.

### Kryovulkanism

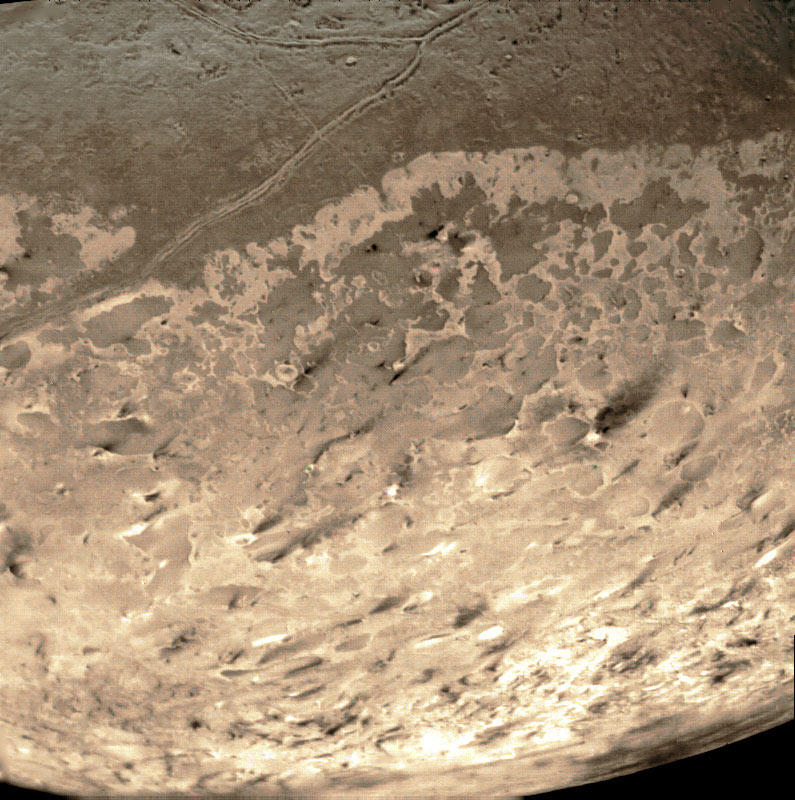
Mörka ränder som visar spår av gejseraktivitet på Tritons södra hemsisfär.

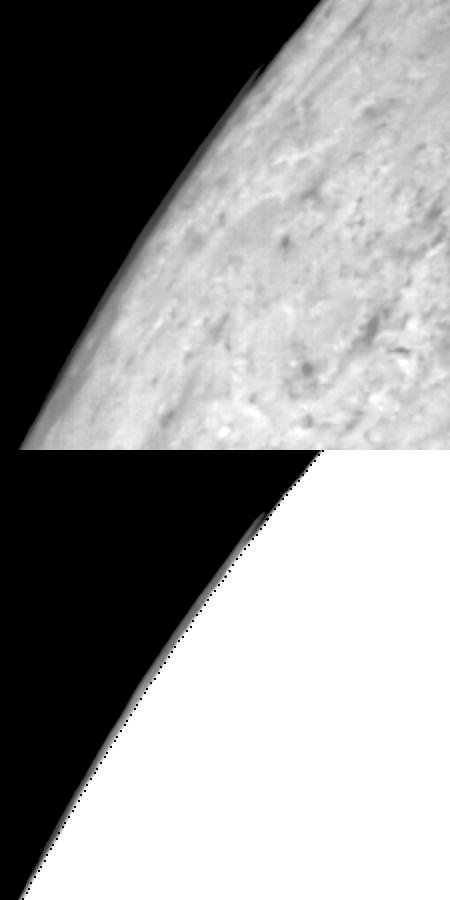
Ett moln över Tritons horisont.

En av de stora överraskningarna vid Voyager 2:s förbiflygning av Neptunus var upptäckten av gejsrar på Triton. Astronomerna upptäckte mörka plymer, vissa så höga som 8 km ovanför ytan, som sprider material upp till 150 km nedströms.
Alla gejsrarna observerades mellan 40° och 60°S, den del av Tritons yta som ligger nära subsol-punkten. Detta indikerar att värmen från solen, trots att den är mycket svag på grund av Tritons stora avstånd till solen, troligtvis spelar en viktig roll. Man tror att Tritons yta består av halvtransparenta lager av fruset kväve, vilket skapar något som liknar en växthuseffekt, genom att värma upp frusna material under ytan tills det når ytan i ett utbrott. En temperaturökning på endast 4 K över den närliggande yttemperaturerna som ligger på 38 K kan driva utbrott till de höjder man observerat.
Geotermisk energi kan också spela en viktig roll. Triton kretsar runt Neptunus i en retrograd omloppsbana, vilket är ovanligt för en stor måne. Detta skapar tidvatteneffekter vilka orsakar att Tritons bana sakta blir allt mindre. Tidvattenkrafterna kan också generera värme inuti Triton, ungefär på samma sätt som Jupiters gravitation skapar tidvattenkrafter på dess måne Io, vilket har gjort att den har extrem vulkanisk aktivitet.
Varje utbrott av en gejser på Triton kan vara upp till ett år, och under den tiden kastas ungefär 0,1 km³ material ut. Bilder från Voyager 2 på Tritons södra hemisfär visar många ränder av mörkt material, nerlagt av gejseraktivitet.
Hili och Mahilani är två kandidater till att vara kryovulkaner som observerats på Tritons yta. De är namngivna efter Zulu och en havsgud från Tonga. Triton ansluter sig till jorden, Io, Enceladus, och kanske Venus och Titan, som en av de världar med nuvarande vulkanisk aktivitet.

### Atmosfär
Triton har en tunn atmosfär bestående av kväve (99,9 %) med en liten del metan (0,01 %). Lufttrycket i Tritons atmosfär är endast 14 mikrobar, ungefär 1/70 000 av lufttrycket i jordens atmosfär.
Under Voyager 2:s passage så kunde den ta en bild som visar ett molnlager vid månens horisont. Dessa moln bildades i polarområdena och är en samling frusen kväveis. I atmosfären finns det också fotokemisk smog, bestående till största del av kolväten, upp till en höjd på 30 km. Man tror att det är kolvätena som ger Tritons yta den rosa färgen.

## Utforskning
Tritons omloppsbana hade klarlagts med hög noggrannhet redan under 1800-talet, men lite var känt om satelliten själv tills Voyager 2 anlände 1989. De första detaljerade observationerna av Triton gjordes inte förrän 1930, då man fann att omloppsbanan är bakvänd, med en väldigt hög vinkel jämfört med Neptunus plan.
Innan Voyager 2 anlände misstänkte astronomer att Triton möjligen kunde ha sjöar av flytande metan och en atmosfär bestående av en blandning mellan kväve och metan med en densitet på 30 % av jordens. Likt överskattningarna av Mars atmosfärs densitet, var detta helt fel. Liksom Mars hade Triton troligen en tjockare atmosfär i sin ungdom.
Det första försöket att mäta Tritons diameter gjordes av Gerard Kuiper 1954. Han fick fram ett värde på 3 800 km. Senare mätningar visade att diametern skulle ligga mellan 2 500 och 6 000 km, alltså från något mindre än månen till nästan halva jordens diameter. Data från Voyagers 2:s besök den 25 augusti 1989 gjorde så att man kunde fastställa det mer noggranna värdet 2 706 km.
Under 1990-talet gjordes flera observationer av Tritons horisont när Triton ockulterade en stjärna. Information från dessa observationer indikerar närvaron av en atmosfär. Observationerna föreslår att atmosfären är tjockare än vad data från Voyager 2 visat.

## Massa

Den relativa massan av Neptunus månar.

Tritons massa utgör 99 % av totalmassan av alla månar som kretsar runt Neptunus. Triton är 2707 km i diameter och är något större än dvärgplaneten Pluto. Triton har en massa på 2 140 000 (1016 kg) och är solsystemets sjunde största måne. Vår måne är den femte största månen i solsystemet.

## Temperatur
Triton är en av de kallaste himlakropparna i solsystemet vi idag känner till. Dess yttemperatur är -238 °C. Ytan består mestadels av snö och isvulkaner. Den kalla himlakroppen har en medeltemperatur som är cirka 20 grader kallare än de flesta andra Neptunusmånar. Den enda himlakropp som tros vara kallare än Triton är dvärgplaneten Sedna som ligger i utkanten av Kuiperbältet.